# Elisabeth Rauchenberger
Elisabeth Rauchenberger (* 14. Juni 1972 in Pinzgau) ist eine Schweizer Gleitschirmpilotin aus Interlaken.
Motiviert durch unzählige Biplace-Flüge in ihrem Umfeld, begann sie 1997 zu fliegen. Ein Jahr später flog sie bereits nationale Wettkämpfe, zwei weitere Jahre später internationale Wettkämpfe im Rahmen des Paragliding World Cup.

## Resultate
- 2002 – Europameisterschaft: 3. Rang, 2 Weltcupsiege
- 2003 – PWC-Gesamtwertung: 2. Rang, 2 Weltcupsiege, Mannschafts-Weltmeisterin,
- 2004 – PWC-Gesamtwertung: 2. Rang / Schweizermeisterin; 1 Weltcupsieg, Mannschafts-Europameisterin
- 2005 – Gleitschirmweltmeisterschaft: 3. Rang / Teilnahme am Red Bull X-Alps als Supporter von Helmut Eichholzer
- 2006 – Österreichische Staatsmeisterin – Rücktritt aus der Wettkampffliegerei

| Personendaten    | Personendaten                |
| ---------------- | ---------------------------- |
| NAME             | Rauchenberger, Elisabeth     |
| KURZBESCHREIBUNG | Schweizer Gleitschirmpilotin |
| GEBURTSDATUM     | 14. Juni 1972                |
| GEBURTSORT       | Pinzgau, Österreich          |